# Liste des US Routes en Virginie
Les US Routes en Virginie font partie du réseau des US Routes. Celles-ci sont entretenues par le Virginia Department of Transportation (ADOT). 

## Liste
| Numéro       | Longueur (mi) | Longueur (km) | Terminus sud / ouest                                                                                           | Terminus nord / est | Créée    | Notes           |
| ------------ | ------------- | ------------- | --- | --- | -------- | --------------- |
| US 1         | 196,55        | 316,32        | US 1 à la frontière de la Caroline du Nord près de South Hill                                                  | I-395 / US 1 à la frontière du District de Columbia à Arlington                                                                 | 1926     |                 |
| US 11        | 339,41        | 546,23        | US 11E / US 11W / US 19 / US 421 à Bristol                                                                     | US 11 à la frontière de la Virginie-Occidentale près de Gordondale                                                              | 1926     |                 |
| US 11E       | 0,58          | 0,93          | US 11E / US 19 / US 421 à la frontière du Tennessee à Bristol                                                  | US 11 / US 11W / US 19 / US 421 à Bristol                                                                                       | 1929     |                 |
| US 11W       | 1,12          | 1,80          | US 11W / US 421 à la frontière du Tennessee à Bristol                                                          | US 11 / US 11E / US 19 / US 421 à Bristol                                                                                       | 1929     |                 |
| US 13        | 129,06        | 207,70        | US 13 à la frontière de la Caroline du Nord près de Suffolk                                                    | US 13 à la frontière du Maryland près de New Church                                                                             | 1926     |                 |
| US 15        | 230,37        | 370,74        | US 15 à la frontière de la Caroline du Nord près de Clarksville                                                | US 15 à la frontière du Maryland près de Leesburg                                                                               | 1926     |                 |
| US 17        | 255,83        | 411,72        | US 17 à la frontière de la Caroline du Nord près de Chesapeake                                                 | US 11 / US 50 / US 522 à Winchester                                                                                             | 1926     |                 |
| US 19        | 88,89         | 143,05        | US 11E / US 19 / US 421 à la frontière du Tennessee à Bristol                                                  | US 19 à la frontière de la Virginie-Occidentale à Bluefield                                                                     | 1933     |                 |
| US 21        | 34,99         | 5631          | US 21 / US 221 à la frontière de la Caroline du Nord près d'Independence                                       | I-81 / US 52 à Wytheville | 1926     |                 |
| US 23        | 60,80         | 97,85         | US 23 à la frontière du Tennessee à Weber City                                                                 | US 23 à la frontière du Kentucky près de Pound                                                                                  | 1931     |                 |
| US 29        | 248,00        | 399,12        | US 29 à la frontière de la Caroline du Nord à Danville                                                         | US 29 à la frontière du District de Columbia à Arlington                                                                        | 1931     |                 |
| US 33        | 135,60        | 218,23        | US 33 à la frontière de la Virginie-Occidentale près de Harrisonburg                                           | US 250 / SR 33 à Richmond | 1938     |                 |
| US 48        | 14,26         | 22,95         | US 48 à la frontière de la Virginie-Occidentale près de Strasburg                                              | I-81 / SR 55 à Strasburg | 2002     |                 |
| US 50        | 86,00         | 138,40        | US 50 à la frontière de la Virginie-Occidentale près de Capon Bridge, WV                                       | I-66 / US 50 à la frontière du District de Columbia à Arlington                                                                 | 1926     |                 |
| US 52        | 85,00         | 136,79        | US 52 à la frontière de la Caroline du Nord à Cana                                                             | I-77 / US 52 à la frontière de la Virginie-Occidentale près de Bluefield                                                        | 1935     |                 |
| US 58        | 507,40        | 816,58        | US 58 à la frontière du Tennessee à Cumberland Gap, TN                                                         | US 60 à Virginia Beach | 1932     |                 |
| US 60        | 302,69        | 487,13        | I-64 / US 60 à la frontière de la Virginie-Occidentale près de White Sulphur Springs, WV                       | Virginia Beach | 1926     |                 |
| US 121       | 61,71         | 99,31         | US 23 à Pound                                                                                                  | US 121 à la frontière de la Virginie-Occidentale                                                                                | proposée | En construction |
| US 211       | 59,09         | 95,10         | I‑81 / SR 211 à New Market                                                                                     | US 15 Bus. / US 29 Bus. à Warrenton                                                                                             | 1926     |                 |
| US 219       | 1,30          | 2,09          | US 460 à Rich Creek                                                                                            | US 219 à la frontière de la Virginie-Occidentale près de Rich Creek                                                             | 1934     |                 |
| US 220       | 185,96        | 299,27        | US 220 à la frontière de la Caroline du Nord près de Ridgeway                                                  | US 220 à la frontière de la Virginie-Occidentale près de Monterey                                                               | 1934     |                 |
| US 221       | 149,61        | 240,77        | US 21 / US 221 à la frontière de la Caroline du Nord près d'Independence                                       | US 29 Bus. / US 460 Bus. / US 501 Bus. à Lynchburg                                                                              | 1932     |                 |
| US 250       | 166,74        | 268,34        | US 250 à la frontière de la Virginie-Occidentale près de Monterey                                              | US 360 à Richmond | 1935     |                 |
| US 258       | 68,17         | 109,71        | US 258 à la frontière de la Caroline du Nord près de Franklin                                                  | SR 143 à Fort Monroe à Hampton                                                                                                  | 1940     |                 |
| US 301       | 142,70        | 229,65        | US 301 à la frontière de la Caroline du Nord près d'Emporia                                                    | US 301 à la frontière du Maryland près de Dahlgren                                                                              | 1932     |                 |
| US 311       | 7,50          | 12,07         | US 311 à la frontière de la Caroline du Nord près de Danville                                                  | US 58 Bus. à Bachelors Hall | 2012     |                 |
| US 340       | 122.60        | 197,31        | US 11 près de Greenville US 340 à la frontière de la Virginie-Occidentale près de Harpers Ferry, WV            | US 340 à la frontière de la Virginie-Occidentale près de Berryville US 340 à la frontière du Maryland près de Harpers Ferry, WV | 1926     |                 |
| US 360       | 225,31        | 362,60        | US 58 Bus. / SR 293 / SR 360 à Danville                                                                        | SR 644 à Reedville | 1933     |                 |
| US 421       | 69,23         | 111,41        | US 11E / US 19 / US 421 à la frontière du Tennessee à Bristol                                                  | US 421 à la frontière du Kentucky près de Pennington Gap                                                                        | 1950     |                 |
| US 460       | 406,43        | 654,09        | US 460 à la frontière du Kentucky près de Big Rock US 460 à la frontière de la Virginie-Occidentale à Glen Lyn | US 460 à la frontière de la Virginie-Occidentale à Bluefield US 60 à Norfolk                                                    | 1947     |                 |
| US 501       | 111,42        | 179,31        | US 501 à la frontière de la Caroline du Nord près de South Boston                                              | US 60 à Buena Vista | 1926     |                 |
| US 522       | 159,65        | 256,93        | US 60 / SR 1002 près de Powhatan                                                                               | US 522 à la frontière de la Virginie-Occidentale près de Winchester                                                             | 1944     |                 |
| - Non-ouvert |               |               | | |          |                 |